# Сото, Анхель Мануэль
А́нхель Мануэ́ль Со́то (англ. Ángel Manuel Soto; род. 28 января 1983, Сантурсе, Пуэрто-Рико) — пуэрториканский кинорежиссёр, продюсер и сценарист. Наиболее известен как режиссёр фильма «Короли Шарм-Сити» (2020) и фильма «Синий Жук» (2023) от медиафраншизы «Расширенная вселенная DC» (DCEU).

## Ранняя жизнь
Анхель Мануэль Сото родился в Сантурсе, районе Сан-Хуана, Пуэрто-Рико. Его отец был продавцом автомобилей, а мать стюардессой. В юности Сото занимался футболом, боксом и музыкой, в результате чего в начале 2000-х годов сформировал панк-рок группу «Los Cheveres», которая послужила источником вдохновения для некоторых его более поздних проектов. По мере взросления он изучал архитектуру, документальное кино и писательское мастерство. Сото начал свою карьеру в качестве телевизионного продюсера, а затем работал арт-директором в местном рекламном агентстве.

## Карьера
Перед тем как приступить к работе над своим первым короткометражным фильмом, Сото работал в бутике «Standard Style» в Канзас-Сити (штат Миссури). В это время он снимал все комнаты в своем доме и в течение 2-х месяцев спал на полу, чтобы сэкономить деньги. В 2009 году Сото выпустил короткометражный фильм «22 недели», который получил множество наград, в том числе бронзовую премию Telly Award в 2010 году. После этого он выпустил целый ряд короткометражных, документальных и полнометражных фильмов, в том числе «La Granja» и «El Púgil». Оба фильма были номинированы на различные кинопремии на кинофестивалях, в том числе на Чикагском фестивале латиноамериканского кино, кинофестивале в Майами и кинофестивале «Трайбека».
В 2018 году было объявлено, что Сото станет режиссёром фильма «Короли Шарм-Сити», основанного на документальном фильме 2013 года «12 O’Clock Boys». Мировая премьера фильма состоялась на кинофестивале «Сандэнс» 27 января 2020 года, где он получил специальный приз жюри за ансамбль. Выход фильма был запланирован на 10 апреля 2020 года компанией Sony Pictures Classics, но был перенесен на 14 августа 2020 года из-за пандемии COVID-19. В мае 2020 года было объявлено, что HBO Max приобрел права на дистрибуцию фильма. Фильм вышел в прокат 8 октября 2020 года.
В феврале 2021 года Сото был объявлен режиссёром фильма «Синий Жук» (2023) для DC Studios и Warner Bros. Альтер-эго супергероя — мексикано-американский подросток по имени Хайме Рейес, что сделает фильм первым фильмом DC с латиноамериканским супергероем в главной роли. Сценарий фильма написал писатель мексиканского происхождения Гарет Даннет-Алкосер. В марте 2021 года было объявлено, что Сото вместе со сценаристом Марко Рамиресом станет режиссёром грядущего фильма серии фильмов «Трансформеры».

## Фильмография

### Короткометражные фильмы
| Год  | Название                                     | Режиссёр | Продюсер | Сценарист | Редактор | DoP | Комментарии          |
| ---- | -------------------------------------------- | -------- | -------- | --------- | -------- | --- | -------------------- |
| 2011 | «La Carta»                                   | Да       | Да       | Да        | Да       |     |                      |
| 2012 | «El Gallo»                                   | Да       | Да       | Да        |          |     |                      |
| 2015 | «The Second Line: A Parade Against Violence» | Да       |          |           |          |     |                      |
| 2016 | «Repensando a Cuba»                          | Да       |          |           |          |     |                      |
| 2016 | «Inside Trump’s America»                     | Да       |          |           |          |     | Видео                |
| 2016 | «I Struggle Where You Vacation»              | Да       |          |           |          |     |                      |
| 2016 | «El Púgil»                                   | Да       | Да       | Да        | Да       | Да  | Документальный фильм |
| 2016 | «Bashir’s Dream»                             | Да       |          |           | Да       |     | Документальный фильм |
| 2018 | «Dinner Party»                               | Да       | Да       |           |          |     |                      |

### Полнометражные фильмы
| Год  | Название           | Режиссёр | Продюсер | Сценарист |
| ---- | ------------------ | -------- | -------- | --------- |
| 2015 | «La Granja»        | Да       | Да       | Да        |
| 2020 | «Короли Шарм-Сити» | Да       |          |           |
| 2023 | «Синий Жук»        | Да       |          |           |